# Thestus oncideroides
Thestus oncideroides är en skalbaggsart som beskrevs av Francis Polkinghorne Pascoe 1866. Thestus oncideroides ingår i släktet Thestus och familjen långhorningar. Inga underarter finns listade i Catalogue of Life.